# Un Quijote sin mancha
Un Quijote sin mancha és una pel·lícula de comèdia mexicana de 1969 dirigida per Miguel M. Delgado i protagonitzada per Cantinflas, Lupita Ferrer i Ángel Garasa. El títol d'aquesta pel·lícula fa referència a la novel·la Don Quijote de la Mancha. Està doblada al català.

## Argument
Un advocat de les petites causes ajuda a la gent més pobre que no té recursos per poder anar al Palau de Justícia.

## Repartiment
- Cantinflas com Justo Leal y Aventado
- Ángel Garasa com Professor Ramón Arvide
- Lupita Ferrer com Angélica
- Eduardo Alcaraz com Llicenciat en delegació
- Luis Manuel Pelayo com cap d'en Cirilo
- Carlos Riquelme com Jutge
- Víctor Alcocer com Sr. Borrego
- Angelines Fernández com Prudencia Pingarrón